# Telenassa delphia
Telenassa delphia är en fjärilsart som beskrevs av Felder 1861. Telenassa delphia ingår i släktet Telenassa och familjen praktfjärilar. Inga underarter finns listade i Catalogue of Life.

## Bildgalleri

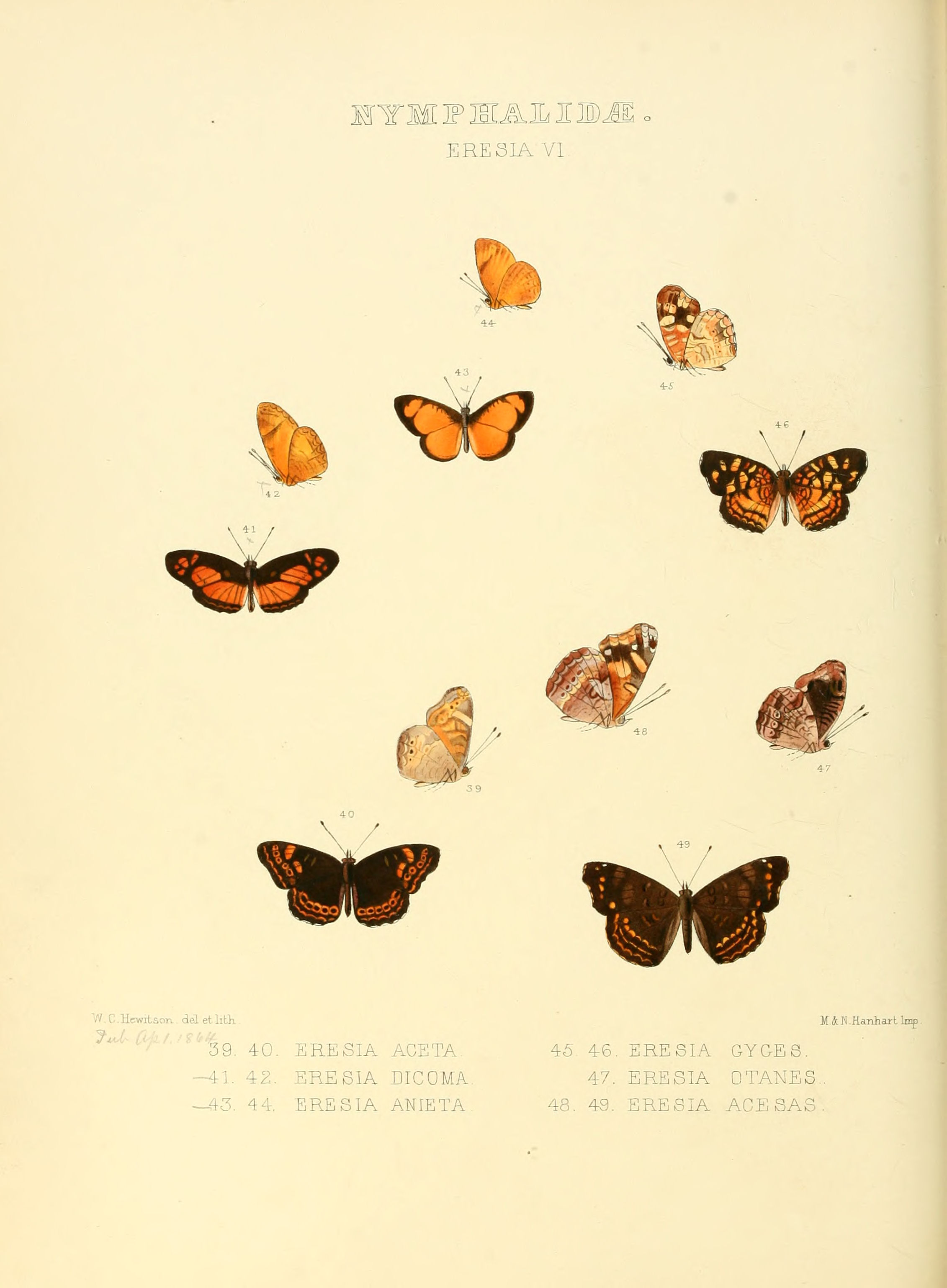
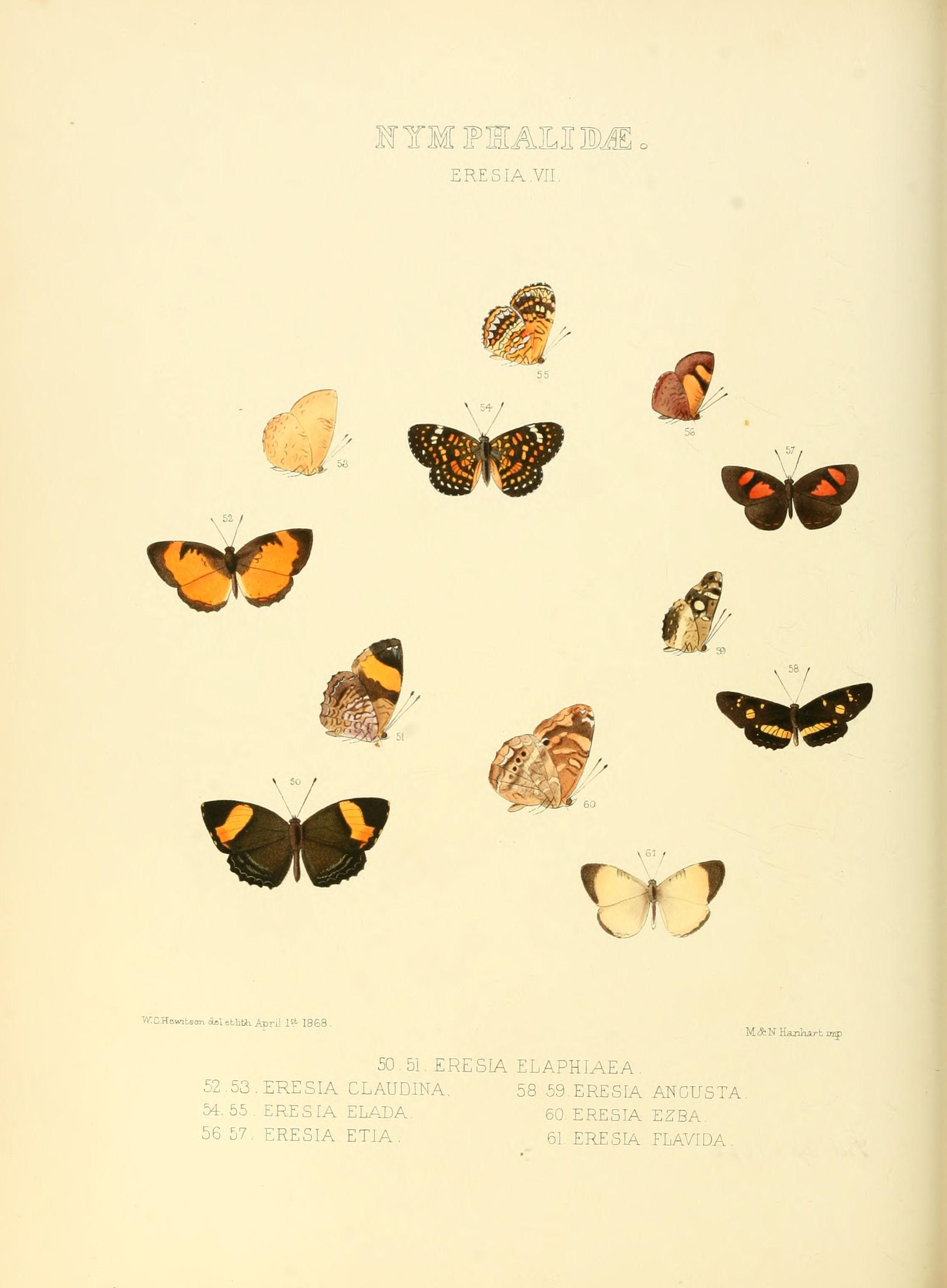